# In vinko veritas
In Vinko Veritas — перший студійний альбом гурту Rock-H, виданий 14 січня 2012 року. Станом на літо 2011 року за планами реліз мав містити пісні англійською, українською мовами й закарпатським діалектом. Зрештою до альбому потрапили лише композиції закарпатським діалектом та один бонус-трек французькою. Пісні базовано на основі закарпатського фольклору й академічної музики (зокрема із Сергія Рахманінова).

## Критичні відгуки
Посів 17-ту сходинку «20 найкращих українських альбомів 2012 року» за версією MusicInUa.

## Музиканти
- Віктор Янцо — клавішні
- Іштван Халус — вокал
- Мар'ян Криськув — гітара
- Родіон Sun Lion — бас-гітара
- Володимир Ульянов — барабани

### Запрошені музиканти
- Остап Панчишин
- Віталій Кухарський

## Список пісень
1. «Палиночка біла біла»
2. «Постели ми постілоньку»
3. «Вінко»
4. «Карта»
5. «Дай ми мила»
6. «Вівці»
7. «Щедрик»
8. «Америцький край»

- «L'amour»